# Kamenka (Archangelsk)
Kamenka (russisch Каменка) ist eine Siedlung städtischen Typs in Nordwestrussland. Der Ort gehört zur Oblast Archangelsk und hat 2582 Einwohner (Stand 14. Oktober 2010). Er befindet sich im Mesenski rajon.

## Geographie
Kamenka befindet sich etwa 222 Kilometer nordöstlich der Oblasthauptstadt Archangelsk. Es liegt am linken Ufer des 966 Kilometer langen Flusses Mesen etwa 30 km vor deren Mündung in den Mesenbusen des Weißen Meeres. Die nächstgelegene Stadt ist Mesen ist zugleich Verwaltungszentrum des Rajon und liegt etwa 5 Kilometer östlich von Kamenka auf der anderen Seite des Flusses. Durch die Siedlung verläuft der gleichnamige Fluss Kamenka, welcher nahe der Stadt in die Mesen mündet und nach dem die Siedlung benannt ist.

## Geschichte
Die heutige Siedlung Kamenka entstand im Jahr 1892 im Rahmen der Errichtung eines Sägewerk durch die Brüder Ruschnikow an der Mündung der Kamenka in den Mesen. Das verarbeitete Holz wurde vor allem über den Seehafen ins Ausland geliefert. Ende der 1920er Jahre bestanden in der Siedlung bereits zwei Sägewerke, welche durch das größere Sägewerk Mesenski Nummer 48 (Мезенский (№ 48)) ersetzt wurden.
Mit der Auflösung des Gouvernement Archangelsk im Jahr 1929 wurde der Ort Teil des neu gegründeten Mesenski rajon. 1938 erhielt Kamenka den Status einer Siedlung städtischen Typs.

## Einwohnerentwicklung
Die folgende Übersicht zeigt die Entwicklung der Einwohnerzahlen von Kamenka.
| Jahr | Einwohner |
| ---- | --------- |
| 1939 | 5239      |
| 1959 | 6020      |
| 1970 | 6898      |
| 1979 | 5817      |
| 1989 | 5083      |
| 2002 | 3387      |
| 2010 | 2582      |

Anmerkung: 1959–2010 Volkszählungsdaten

## Wirtschaft und Verkehr
Der wichtigste Wirtschaftszweig in Kamenka ist die Forst- und Holzindustrie.
Kamenka besitzt einen Seehafen von dem aus eine Verbindung zur Stadt Mesen besteht. Weder Kamenka noch die nahe gelegene Stadt Mesen sind in Besitz einer Eisenbahnanbindung. Von Mesen aus besteht von Dezember bis März sowie von Juli bis November eine Linienbusverbindung in die Stadt Archangelsk. Außerdem besteht ganzjährig eine Flugverbindung vom Flughafen Mesen in nach Archangelsk.